# Stade des Corts
 (mars 2025).
Si vous disposez d'ouvrages ou d'articles de référence ou si vous connaissez des sites web de qualité traitant du thème abordé ici, merci de compléter l'article en donnant les références utiles à sa vérifiabilité et en les liant à la section « Notes et références ».
Le stade des Corts (en catalan Camp de les Corts), a été le stade du FC Barcelone entre 1922 et 1957. Remplacé par le Camp Nou (« nouveau terrain »), également situé dans le quartier Les Corts de Barcelone, il fut détruit en 1966. Il est aussi appelé le Camp Vell[réf. nécessaire] (« ancien terrain » en catalan).

## Présentation
Inauguré en 1922, sa capacité a été augmentée progressivement jusqu'à 60 000 places. Le FC Barcelone quitte malgré tout le stade en 1957. Il est par la suite démoli, des immeubles, une école primaire, un parc et un complexe sportif sont construits à sa place.
Le stade se situait sur un pâté de maisons délimité par les rues Travessera de Les Corts, Carrer de Vallespir, Carrer de Numància, et Carrer del Marquès de Sentmenat.